# Takbir (bomba)
A bomba Takbir é uma bomba inteligente desenvolvida pelo Paquistão. Foi apresentada no Seminário e Exposição Internacional de Defesa. A bomba tem um alcance de cerca de 80 a 100 km, e pode transportar 200 a 250 kg de material explosivo. A bomba pode ser guiada por um satélite ou por uma aeronave. Um piloto de caça que lança a bomba pode adicionar ou modificar informações sobre o alvo. Quando é lançada de uma aeronave, suas asas se desdobram e a bomba plana em direção ao alvo. Pode evitar obstáculos obstruindo seu caminho em direção ao seu destino.  Ao usar essa bomba, pode-se atingir seu alvo sem entrar no território do inimigo.

## Especificações
- Alcance: 80-100 km
- Peso: 250 kg